# D1 Grand Prix

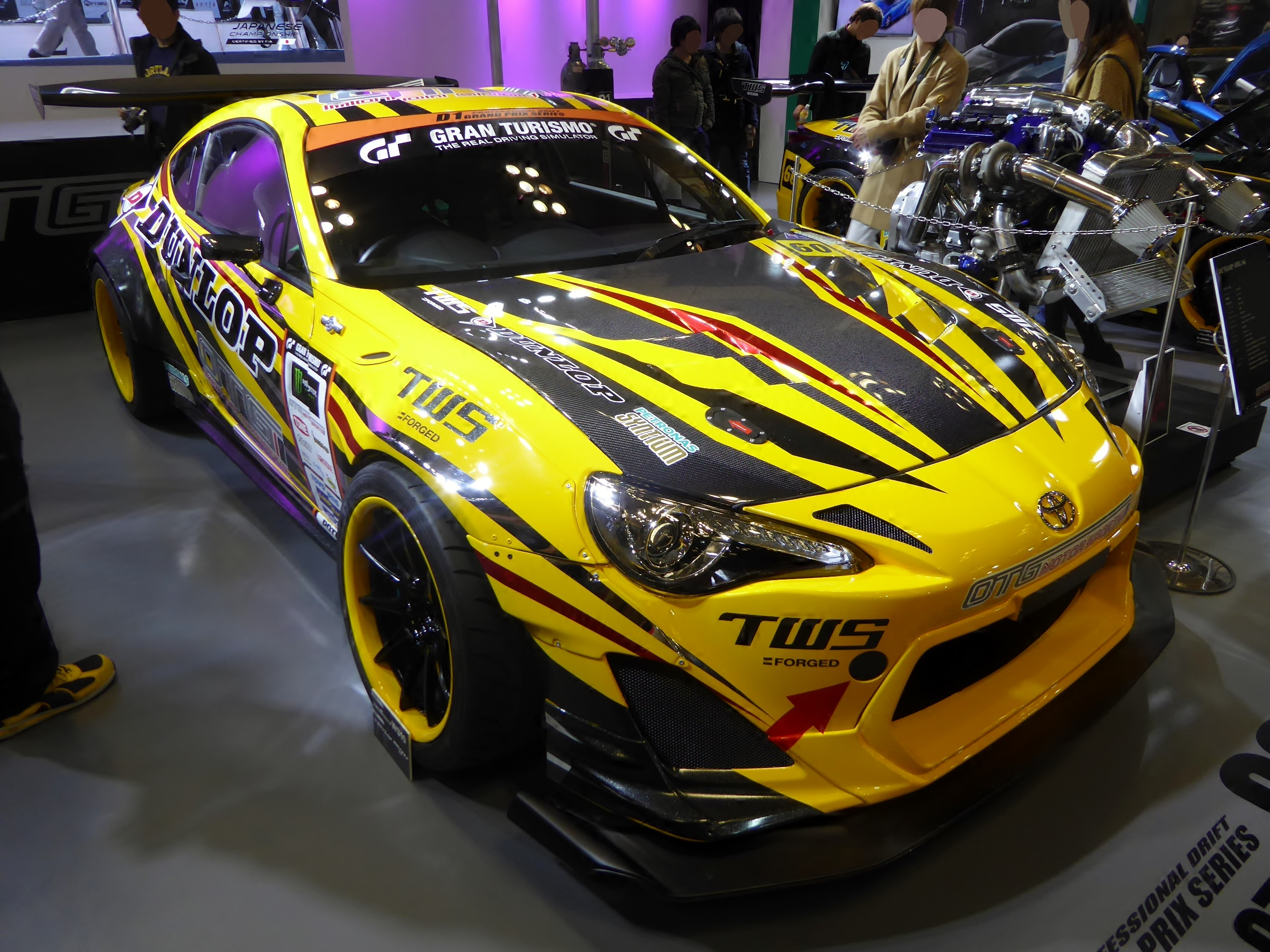
Toyota 86 del campeonato en exhibición.

El D1 Grand Prix es un campeonato de drifting originado en Japón y luego difundido a otros países. Los pilotos compiten derrapando sus automóviles y son puntuados por jueces según su estilo de derrape, tomando elementos como velocidad, ángulo de derrape y distancia a los bordes de la pista.
Esta competición se disputa en Japón desde el año 2001, y puntualmente en Gran Bretaña, Malasia y Nueva Zelanda en 2006. Las carreras se disputan en autódromos y cada fecha se compone de eliminatorias con carreras solitarias y en parejas.

## Automóviles
Existen dos categorías, D1GP y D1SL (D1 Street Legal).  Los automóviles de D1GP deben ser tracción trasera, sea tanto de serie o modificando un automóvil con tracción a las cuatro ruedas; deben tener techo rígido, jaula antivuelco, convertidor catalítico, silenciador y neumáticos de serie, y se prohíben chasis tubulares y neumáticos lisos.
Los automóviles de D1SL deben tener homologación para circular en calle, mantener los frenos, el equipamiento del interior, los paragolpes y vidrios. Se prohíben cajas de cambios secuenciales, fibra de carbono, cambios de motores; y se permiten automóviles con tracción delantera y sobrealimentadores no originales.
Los automóviles que fueron y son utilizados en la D1GP son: